# Гражданска авиация
Гражданската авиация е едната от двете основни категории авиации, включваща в себе си всички невоенни форми на авиация, както частна, така и търговска.
Повечето страни в света са членки на Международната организация за гражданска авиация (International Civil Aviation Organization, ICAO) и работят заедно за създаването на общи стандарти и препоръчителни практики за гражданската авиация по света.
Гражданската авиация включва в себе си 2 основни категории:
- авиотранспорт, пътнически или товарен, осъществяван по определен график и маршрути от съответните авиокомпании (Scheduled air transport);
- авиотранспорт, граждански или частен, нерегламентиран с определени графици и маршрути (General Aviation).
|  | Уикипедия разполага с Портал:Авиация |